# Antonio Blanco (labdarúgó)
Antonio Blanco (Montalbán de Córdoba, 2000. július 23. –) spanyol válogatott labdarúgó, az Alavés középpályása.

## Pályafutása

### Klubcsapatokban
Blanco a spanyolországi Montalbán de Córdoba községben született. Az ifjúsági pályafutását a Montalbán és a Séneca csapatában kezdte, majd a Real Madrid akadémiájánál folytatta.
2019-ben mutatkozott be a Real Madrid tartalék, majd 2021-ben az első osztályban szereplő felnőtt keretében. Először a 2021. április 18-ai, Getafe ellen 0–0-ás döntetlennel zárult mérkőzés 65. percében, Rodrygo Goes cseréjeként lépett pályára. A 2022–23-as szezonban a Cádiz és a másodosztályú Alavés csapatát erősítette kölcsönben. A lehetőséggel élve, 2023. július 25-én az Alavéshoz igazolt.

### A válogatottban
Blanco az U17-es, az U19-es és az U21-es korosztályú válogatottakban is képviselte Spanyolországot.
2021-ben debütált a felnőtt válogatottban. Először a 2021. június 8-ai, Litvánia ellen 4–0-ra megnyert barátságos mérkőzés 53. percében, Martín Zubimendit váltva lépett pályára.

## Statisztikák
2023. június 8. szerint
| Klub                | Szezon   | Osztály          | Bajnokság | Bajnokság | Kupa és Ligakupa | Kupa és Ligakupa | Nemzetközi | Nemzetközi | Összesen | Összesen |
| Klub                | Szezon   | Osztály          | Meccs     | Gól       | Meccs            | Gól              | Meccs      | Gól        | Meccs    | Gól      |
| ------------------- | -------- | ---------------- | --------- | --------- | ---------------- | ---------------- | ---------- | ---------- | -------- | -------- |
| Real Madrid         | 2020–21  | La Liga          | 4         | 0         | 0                | 0                | —          | —          | 4        | 0        |
| Real Madrid         | 2021–22  | La Liga          | 1         | 0         | 0                | 0                | 1          | 0          | 2        | 0        |
| Real Madrid         | Összesen | Összesen         | 5         | 0         | 0                | 0                | 1          | 0          | 6        | 0        |
| Cádiz (kölcsönben)  | 2022–23  | La Liga          | 3         | 0         | 1                | 0                | —          | —          | 4        | 0        |
| Alavés (kölcsönben) | 2022–23  | Segunda División | 18        | 0         | 1                | 0                | —          | —          | 19       | 0        |
| Összesen            | Összesen | Összesen         | 26        | 0         | 2                | 0                | 1          | 0          | 29       | 0        |

### A válogatottban
| Válogatott    | Év       | Pályára lépés | Gól |
| ------------- | -------- | ------------- | --- |
| Spanyolország | 2021     | 1             | 0   |
| Összesen      | Összesen | 1             | 0   |

## Sikerei, díjai
Real Madrid
- La Liga
  - Bajnok (1): 2021–22
  - Ezüstérmes (1): 2020–21

- Spanyol Szuperkupa
  - Győztes (1): 2021–22

- UEFA-bajnokok ligája
  - Győztes (1): 2021–22

Alavés
- Segunda División
  - Feljutó (1): 2022–23

Spanyol U17-es válogatott
- U17-es labdarúgó-Európa-bajnokság
  - Győztes (1): 2017

- U17-es labdarúgó-világbajnokság
  - Döntős (1): 2017

Spanyol U19-es válogatott
- U19-es labdarúgó-Európa-bajnokság
  - Győztes (1): 2019

Spanyol U21-es válogatott
- U21-es labdarúgó-Európa-bajnokság
  - Döntős (1): 2023